# Crna Marija
Crna Marija és una pel·lícula iugoslava del 1986. Va ser dirigida pel serbi Milan Živković, que també va escriure el guió.

## Sinopsi
Després de la mort del seu líder Zenit, el grup de rock cau en una crisi creativa i financera, de la qual només poden ser rescatats amb un nou disc d'èxit. En una deformació temporal, sense inspiració creativa, es tornen l'un contra l'altre. A través de conflictes, acusacions mútues i qüestionaments, el grup aconsegueix adquirir una nova identitat i en el concert benèfic té un gran èxit.

## Repartiment
- Milan Mladenović - Seva
- Branko Vidaković - Sivi
- Sonja Savić - Anja
- Milan Gutović - Kodža
- Vlasta Velisavljević - Editor de discografia
- Branislav Lečić - Zenit
- Igor Pervić - Gagi
- Goran Čavajda - Tučak
- Mishko Blave - Guitarrista
- Gordana Gadžić - Seka
- Mihajlo Bata Paskaljević - Vlasta
- Dragan Zarić - productor de televisió

## Recepció
Fou exhibida a la secció Zabaltegi del Festival Internacional de Cinema de Sant Sebastià 1987 i a la secció informativa de la VII edició de la Mostra de València.